# Sinodytes
Sinodytes is een geslacht van kevers uit de familie  waterroofkevers (Dytiscidae).
Het geslacht is voor het eerst wetenschappelijk beschreven in 1996 door Spangler.

## Soorten
Het geslacht omvat de volgende soort:
- Sinodytes hubbardi Spangler, 1996